# Спинифекс-Ридж
Спинифекс-Ридж (англ. Spinifex Ridge) — гигантское молибденовое месторождение в Австралии. Одно из крупнейших в мире. Расположено в северо-западной части Австралии, приблизительно в 50 км к северо-востоку от г. Марбл-Бара.
Разработка молибденового месторождения началась в 2010 году. Планируемый годовой объем добычи молибденовой руды (в пересчете на чистый молибден) — 500 тыс. тонн, медной руды (в пересчете на медь) — 800 тыс.тонн. В настоящее время ресурсы месторождения составляют 281 млн тонн руды, содержащей в среднем 0,07% молибдена, 0,1% меди и 1,9 г/т серебра (при бортовом содержании молибдена 0,04%).
Разработчиком молибденового месторождение является австралийская компания Moly Mines.